# Matthias Ritschel
Matthias Ritschel (* 12. April 1986 in Brandenburg an der Havel) ist ein ehemaliger deutscher Handballspieler, der ein Großteil seiner Karriere als Torhüter beim TV 05/07 Hüttenberg aktiv war.

## Karriere
Matthias Ritschel wurde im Januar 2006 als 19-Jähriger vom Bundesligisten TV Großwallstadt unter Vertrag genommen und danach weiterhin mit einem Doppelspielrecht bei seinem ehemaligen Verein TuSpo Obernburg eingesetzt, bei dem er zum Jugend- und Junioren-Nationalspieler gereift war. Mit der Junioren-Mannschaft des Deutschen Handballbundes hatte er 2004 zudem den Junioren-Europameister-Titel nach Deutschland geholt.
Im Juli 2007 verkündete Ritschel seinen Wechsel und rückte als neue Nummer 2 auf der Torhüterposition in das Team des TV 08 Willstätt-Ortenau in der 2. Bundesliga. Als sich Willstätt ein Jahr später der neugegründeten HR Ortenau anschloss, blieb der Torhüter weiterhin Teil des Teams und verlängerte seinen Vertrag um weitere zwei Jahre. Allerdings gelang es der HR Ortenau nicht, die sportlichen und wirtschaftlichen Ziele zu erreichen. Als gegen die kurzlebige Spielgemeinschaft im Mai 2009 das Insolvenzverfahren eröffnet wurde und sich der Verein mitsamt der Mannschaft bereits ein Jahr später wieder auflöste, zog es Ritschel in der Folge zum TV 05/07 Hüttenberg. Bei den Mittelhessen unterschrieb Ritschel zunächst einen Zweijahresvertrag und setzte sein Studium der Betriebswirtschaftslehre an der Universität Gießen fort.
Unter Trainer Jan Gorr erlebte Ritschel eine seiner sportlich erfolgreichsten Phasen und kämpfte mit dem TVH in der Saison 2010/11 um den Aufstieg in die Bundesliga, welcher der Mannschaft mit dem Erfolg in der Relegation über GWD Minden gelang. Ein Jahr später stieg der mittelhessischen Traditionsverein wieder ab. 
Nach der Spielzeit 2014/15 stieg der TV 05/07 Hüttenberg ab in die 3. Liga. Ritschel blieb dem Verein erhalten. Ein Jahr später gelang dem Team von Trainer Aðalsteinn Eyjólfsson der Wiederaufstieg und spielte um einen weiteren Aufstieg mit. Am letzten Spieltag sicherte sich Hüttenberg den Aufstieg in die Bundesliga – mit Matthias Ritschel im Tor, einer der ganz wenigen Spieler im TVH-Trikot, der bereits 2011 den Weg in die Handball-Erstklassigkeit miterlebt hatte.
Nach der Spielzeit 2017/18 beendete Ritschel im Alter von 32 Jahren seine Profikarriere. Im Oktober 2018 lief er nochmals bei der Vereinsweltmeisterschaft für den Ozeanienvertreter Sydney University Handball Club auf. Ab dem Saisonbeginn 2019/20 stand er beim Drittligisten TV Großwallstadt unter Vertrag. Im November 2019 beendete er jedoch erneut seine Karriere. Ab Mai 2021 stand er bis zum Saisonende 2020/21 beim verletzungsgeplagten Bundesligisten HC Erlangen unter Vertrag. Im Oktober 2021 wurde Ritschel vom Bundesligisten TSV Hannover-Burgdorf verpflichtet. Nachdem er seine Laufbahn beendet hatte, gab er im März 2024 ein Comeback beim TV Hüttenberg.

## Nationalmannschaft
Matthias Ritschel spielte in Jugend- und Junioren-Nationalmannschaft. Mit der DHB-Auswahl errang er 2004 den Titel Junioren-Europameister. Er bestritt 14 Jugend- und 25 Junioren-Länderspiele. 

## Erfolge
- Aufstieg mit dem TV 05/07 Hüttenberg in die 1. Handball-Bundesliga 2017
- Aufstieg mit dem TV 05/07 Hüttenberg in die 2. Handball-Bundesliga 2016
- Aufstieg mit dem TV 05/07 Hüttenberg in die 1. Handball-Bundesliga 2011
- Junioren-Europameister 2004